# Wartość maksymalna przebiegu

Definicja wartości maksymalnej (szczytowej) okresowego przebiegu czasowego

Wartość maksymalna przebiegu (zwana również wartością szczytową) jest zdefiniowana jako najwyższa wartość chwilowa amplitudy dowolnego przebiegu czasowego.
Dla przebiegów okresowych, zmiennych okresowo, wartość maksymalna jest wartością najwyższą dla jednego okresu. Wartość maksymalna jest często używana w analizie obwodów elektrycznych i elektronicznych.